# Mo Hayder
Mo Hayder, pseudoniem van Beatrice Clare Dunkel (Epping, 2 januari 1962 – 27 juli 2021), was een Brits schrijfster van thrillers. Haar boeken worden gekenmerkt door een fascinatie voor gruweldaden.

## Loopbaan
Mo Hayder werd geboren als Clare Damaris Bastin, de dochter van astrofysicus John Bastin en lerares Susan Jacobsen. Ze verliet het ouderlijk huis en haar school op haar vijftiende en leefde vanaf dat moment in Londen. Tussen 1980 en 1985 timmerde ze onder de naam Candy Davis aan de weg als naaktmodel en actrice. Ze had rollen in Engelse televisieseries als The Benny Hill Show, The Two Ronnies en Are You Being Served?. In deze laatste serie was ze twee seizoenen te zien als de rondborstige secretaresse Miss Belfridge. Ze nam rond 1986 afstand van haar acteerloopbaan en emigreerde naar Tokio. Ze woonde daarna begin jaren 1990 korte tijd in Los Angeles, waar ze filmwetenschappen studeerde. Na haar terugkeer in Engeland veranderde ze haar naam officieel in Beatrice Clare Dunkel.
Vanaf 1995 schreef ze aan haar eerste boek, Birdman. Eind 1998 tekende ze een contract waarbij ze voor haar eerste twee nog ongepubliceerde boeken bijna £200,000 kreeg. Haar debuut, in het Nederlands vertaald als Vogelman, verscheen in december 1999. Ook haar tweede boek, The Treatment (De behandeling), had politie-inspecteur Jack Caffery als hoofdpersonage. Haar derde boek Tokyo was geïnspireerd door haar verblijf in Japan en het bloedbad van Nanking.  The Treatment werd in 2014 door de Belgische regisseur Hans Herbots bewerkt tot de langspeelfilm De behandeling, met Geert Van Rampelberg in de hoofdrol als Nick Cafmeyer. In 2012 won Hayder een Edgar Allan Poe Award voor haar boek Gone (vertaald als Diep). Hayder schreef tien thrillers, waarvan zeven rond het personage Jack Caffery. Begin 2021 werd bekend dat onder het nieuwe pseudoniem Theo Clare twee nieuwe boeken van haar zullen verschijnen, The Book of Sand in 2022 en The Book of Clouds in 2023.

## Privéleven
Hayder was vanaf 1985 kortstondig getrouwd met acteur Gary Olsen (1957-2000). Uit een latere relatie kreeg ze in 2002 een dochter. De laatste jaren van haar leven woonde ze met haar laatste partner, een politieman en duiker die haar geholpen had bij het schrijven van haar boek Gone, in de buurt van Bath. In december 2020 werd ze gediagnosticeerd met een motorneuronziekte. Ze overleed in juli 2021 op 59-jarige leeftijd.